# Charles Holmes (Royal Navy)
Il contrammiraglio Charles Holmes (Yarmouth, 19 settembre 1711 – Giamaica, 21 novembre 1761) è stato un ammiraglio e politico inglese.
Egli fu anche terzo in comando nella presa di Québec ad opera di James Wolfe nel 1759. Egli è noto anche per aver preso parte come capo dello squadrone che risalì il fiume Ems nel 1758 e catturò Emden. Egli fu inoltre membro del parlamento britannico per Newport e membro della corte marziale che condannò l'ammiraglio John Byng nel 1757. Nella vita privata fu anche patrono di Jane Douglas, famosa gestore di bordelli in Londra.

## Biografia

### I primi anni
Holmes era il quarto figlio del colonnello Henry Holmes, governatore dell'Isola di Wight, mentre suo nonno materno era stato l'ammiraglio Sir Robert Holmes, uno dei più noti comandanti navali inglesi durante le Guerre anglo-olandesi. Entrato in marina a 16 anni, Holmes venne promosso tenente nel 1734 e ricevette il suo primo comando nel 1741. Le sue azioni più eclatanti le compirà poi nelle Indie occidentali.
Nel 1747 Holmes ottenne il comando della HMS Lenox, un vascello di terza classe da 70 cannoni, ma la pace venne siglata l'anno successivo ed egli prestò servizio in acque britanniche per i successivi anni.

### La Guerra dei Sette anni
Quando scoppiò la Guerra dei Sette anni, Holmes si trovava al comando della HMS Grafton, e venne inviato sotto il comando dell'ammiraglio Francis Holburne a supportare le forze dell'ammiraglio Edward Boscawen nell'Atlantico, assistendo all'intercettazione di uno squadrone francese in Nord America ed alla cattura delle navi francesi Alcide e Lys nell'aprile del 1755.
Nel 1758 Holmes venne inviato col grado di commodoro di un piccolo squadrone (2 fregate, una bombarda ed un cutter) presso il fiume Ems dove, malgrado una delle fregate fosse costretta a tornare a casa, ebbe successo nel catturare Emden ai francesi. Poco dopo quest'azione venne promosso contrammiraglio, e nell'anno successivo venne nominato terzo in comando sotto l'ammiraglio Charles Saunders nella spedizione navale del fiume St Lawrence per assediare Québec, a bordo della nave ammiraglia HMS Lowestoffe. Egli riuscì ad intercettare uno squadrone francese con uomini e pezzi d'artiglieria a bordo, e fu successivamente in grado di portare Wolfe e le sue truppe a sbarcare dietro la città, sani e salvi ed in assoluto silenzio, permettendo così lo svolgimento della Battaglia delle Piane di Abraham a favore degli inglesi.
Nel marzo del 1760, Holmes venne nominato comandante in capo della Giamaica, e li morì l'anno successivo. Di lui vi è un memoriale nell'Abbazia di Westminster.